# Karl Peter (Mediziner)

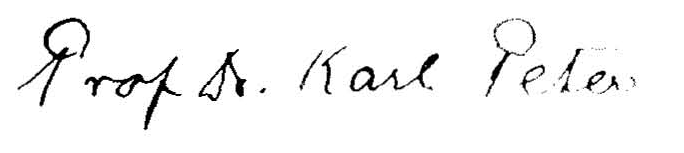
Unterschrift von Prof. Dr. Karl Peter

Karl Georg Peter (* 2. Juli 1870 in Frankfurt (Oder); † 16. März 1955 in Fischbachau) war ein deutscher Anatom.

## Leben
Peter wuchs in Meißen auf. Er erlangte 1890 an der Fürsten- und Landesschule St. Afra in Meißen das Abitur. 1890 begann er Medizin zu studieren. Zunächst an der Universität Freiburg, dann an der Universität Kiel, dann an der Universität Leipzig, gefolgt von der Universität Marburg und schließlich wieder in Freiburg. In Freiburg wurde Peter 1895 am anatomischen Institut mit seiner Dissertationsschrift „Die Wirbelsäule der Gymnophionen“ promoviert. Sein Doktorvater war Robert Wiedersheim. Von 1897 bis 1904 hatte Peter eine Assistenten- und 2. Prosektorenstelle an der Universität Breslau bei Carl Hasse inne, mit dem er sich jedoch nicht gut verstand. 1898 habilitierte er sich in Breslau mit einer Arbeit über die Entstehung und funktionale Gestalt des Schädels der Ceylonwühle (Ichthyophis glutinosis). 1904 ging Peter an die Universität Würzburg zu Philipp Stöhr. Dieser empfahl ihm den Embryologen Robert Bonnet in Greifswald. So wurde Peter 1905 außerordentlicher Professor und 1917 ordentlicher Professor für Anatomie an der Universität Greifswald. Er war von 1917 bis 1935 Direktor des Anatomischen Instituts in Greifswald. 1935 wurde Peter emeritiert. Nach seiner Emeritierung forschte er weiter am Institut und half während des Zweiten Weltkriegs (1939–1945) bei der Lehre aus. 1945 wählte Peter Birkenstein in Bayern als Alterssitz. Als 1946 an der Universität München der Lehrbetrieb wieder aufgenommen wurde, holte ihn Benno Romeis für Vorlesungen und Übungen. Ab 1946 war er als ordentlicher Professor am Wiederaufbau des anatomischen Instituts in München beteiligt.
Er war mit Gustav Born, Alfred Schaper und Hermann Triepel bekannt für die Verbesserung der Methode der Herstellung anatomischer Modellpräparate. Er befasste sich mit Embryologie und mikroskopischer Anatomie.
1932 wurde er in die Leopoldina aufgenommen, trat aber 1935 aus, da man sich dort geweigert hatte, eine Arbeit von ihm zu drucken.
Karl Peter war ein eher nüchterner, stiller Mensch mit musikalischer Begabung. Sein Fleiß und seine Hingabe machten ihn bei seinen Schülern beliebt.
Zu Peters 85. Geburtstag hatte die Anatomische Gesellschaft eine Ehrung vorgesehen und das Große Verdienstkreuz der Bundesrepublik beantragt. Karl Peter starb mit 84 Jahren an einem schweren Altersleiden.

## Schriften
Karl Peter war an 162 Publikationen beteiligt, darunter 10 Bücher und Monografien. Unter seiner Anleitung wurden 23 Dissertationen angefertigt.
- Herausgeber mit Joseph Becker u. a.: Handbuch der Anatomie des Kindes, München: Bergmann, ab 1927
- Grundlagen einer funktionellen Embryologie. Eine biologische Studie, 1947